# Il primo passo
Il primo passo di Ferdinando Martini è una raccolta di racconti autobiografici dove molti tra i principali autori e letterati del secondo '800 raccontano il  loro approccio alla scrittura. L'idea di questo libro nacque da Ferdinando Martini, noto autore di commedie teatrali e direttore delle riviste letterarie Fanfulla della domenica (1879-1882) e La domenica letteraria (1882-1885). Lo scopo era quello di raccontare non le opere più riuscite e affermate degli scrittori, ma proprio i loro primi passi, spesso maldestri, nella repubblica delle lettere. Dai resoconti ne deriva un quadretto interessante dell'Italia medio borghese e risorgimentale di fine '800, con i suoi problemi e le sue peculiarità.

## Le edizioni
Esistono diverse edizioni della raccolta:
- Ferdinando Martini, Il primo passo , Firenze, Editore Carnesecchi, 1882.
- Ferdinando Martini, Il primo passo , Roma, Sommaruga, 1883.
- Ferdinando Martini, Il primo passo , Napoli, Tommaso Villani, 1916.
- Ferdinando Martini e Guido Biagi, Il primo passo , Firenze, Sansoni, 1922.

Le prime tre non riportano differenze tra loro e sono tutte curate da Ferdinando Martini. L'ultima, invece, del 1922, è a cura sia di Ferdinando Martini che dell'amico Guido Biagi ed è sostanziosamente arricchita di nove nuovi racconti.

## Gli autori
Nelle prime tre edizioni gli autori sono:
Giosuè Carducci, Filippo Filippi, Olindo Guerrini, Enrico Panzacchi, Giuseppe Rigutini, Rocco De Zerbi, Alessandro D'Ancona, Adolfo Bartoli, Vittorio Bersezio, Giuseppe Chiarini, Giuseppe Costetti, Paolo Lioy, Paolo Mantegazza, Giuseppe Massari, Enrico Nencioni, Mario Rapisardi, Francesco de Renzis, Ferdinando Martini (in Prefazione).
Nell'ultima edizione invece si aggiungono:
Guido Biagi, Luigi Capuana, Alessandro Chiappelli, Renato Fucini, Isidoro Del Lungo, Giovanni Marradi, Ferdinando Martini (racconto diverso rispetto a quello nelle prime tre edizioni), Guido Mazzoni, Pompeo Gherardo Molmenti, Francesco D'Ovidio.

## L'edizione di Personè
Nel 1930 Luigi Personè decide di riproporre un'edizione con lo stesso spirito di quella del Martini ma con autori moderni. E così esce Il primo passo: confessioni e ricordi di scrittori contemporanei, Firenze, Nemi, 1930. Gli autori all'interno sono: 
Sibilla Aleramo, Ettore Allodoli, Corrado Alvaro, Giovanni Battista Angioletti, Luigi Bonelli, Massimo Bontempelli, Giuseppe Antonio Borgese, Virgilio Brocchi, Auro D'Alba, Lucio D'Ambra, Jolanda De Blasi, Grazia Deledda, Umberto Fracchia, Gherardo Gherardi, Cipriano Giachetti, Giuseppe Lipparini, Ester Lombardo, Sabatino Lopez, Fausto Maria Martini, Nicola Moscardelli, Ada Negri, Silvio Novaro, Alfredo Panzini, Giovanni Papini, Lina Pietravalle, Carola Prosperi, Dino Provenzal, Gino Rocca, Maddalena Santoro, Michele Saponaro, Francesco Sapori, Margherita Sarfatti, Clarice Tartufari, Alfredo Testoni, Alberto Viviani.

## Altre opere di Ferdinando Martini
- Chi sa il gioco non l'insegni. Proverbio in un atto in versi, Pisa, 1871;
- Fra un sigaro e l'altro: chiacchiere di Fantasio, Milano, G. Brigola, 1876, e successive edizioni tra le quali: Milano, Treves, 1930;
- Cose africane, da Saati ad Abba Carima, discorsi e scritti, Milano, F.lli Treves, 1896 ;
- Confessioni e ricordi, Firenze, Bemporad, 1922 (e successive edizioni);
- Lettere (1860-1928), Milano, Mondadori, 1934;
- Nell'Affrica italiana, Milano, Treves, 1891;